# 吴居厚
吴居厚（1039年—1114年），字敦老，洪州（今南昌进贤）人，北宋政治家。王安石变法时尽力奉行，后也因为支持变法遭贬。绍以集贤殿修撰起用，掌管东南六路漕运，兼管制茶、盐等事。再升户部侍郎、户部尚书，晋光禄大夫，以中书侍郎加门下侍郎。大观元年（1107）因年高告退，以资政殿学士改任鸿庆宫提举。政和三年（1113），他以武康军节度使出知洪州。翌年病逝。病逝后徽宗追赠他开府仪同三司，赐御葬于进贤麻山。著有《吴居厚集》。

## 延伸阅读
[在维基数据编辑]
 《宋史·卷343》，出自脱脱《宋史》